# لي ويب
لي ويب (بالإنجليزية: Lee Webb)‏ هو لاعب كرة قدم أمريكية أمريكي، ولد في 3 نوفمبر 1981 في إنغليووود في الولايات المتحدة.